# Junction (Illinois)
Junction és una població dels Estats Units a l'estat d'Illinois. Segons el cens del 2000 tenia 139 habitants.

## Demografia
Segons el cens del 2000, Junction tenia 139 habitants, 66 habitatges, i 43 famílies. La densitat de població era de 60,3 habitants/km².
Dels 66 habitatges en un 25,8% hi vivien nens de menys de 18 anys, en un 45,5% hi vivien parelles casades, en un 18,2% dones solteres, i en un 34,8% no eren unitats familiars. En el 33,3% dels habitatges hi vivien persones soles el 19,7% de les quals corresponia a persones de 65 anys o més que vivien soles. El nombre mitjà de persones vivint en cada habitatge era de 2,11 i el nombre mitjà de persones que vivien en cada família era de 2,65.
Per edats la població es repartia de la següent manera: un 18,7% tenia menys de 18 anys, un 9,4% entre 18 i 24, un 24,5% entre 25 i 44, un 29,5% de 45 a 60 i un 18% 65 anys o més.
L'edat mediana era de 44 anys. Per cada 100 dones de 18 o més anys hi havia 73,8 homes.
La renda mediana per habitatge era de 33.750 $ i la renda mediana per família de 34.219 $. Els homes tenien una renda mediana de 34.167 $ mentre que les dones 27.083 $. La renda per capita de la població era de 16.256 $. Aproximadament el 3,8% de les famílies i l'11,1% de la població estaven per davall del llindar de pobresa.

## Poblacions més properes
El següent diagrama mostra les poblacions més properes.